# Pacific Insects
Pacific Insects fue una revista científica trimestral revisada por pares publicada por el Departamento de Entomología del Museo Bishop de 1959 a 1985. Pasó a llamarse Revista Internacional de Entomología en 1983 y se suspendió en 1985. Era el órgano de la "Zoogeografía". y Evolución de los Insectos del Pacífico". No debe confundirse con Pacific Insects Monograph, ni con la nueva Revista Internacional de Entomología, publicada desde 2010 por la Sociedad Internacional de Investigación Zoológica.